# こたけ正義感
こたけ 正義感（こたけ せいぎかん、1986年5月12日 - ）は、京都府出身の日本のお笑い芸人、弁護士。ワタナベエンターテインメント、漫才協会、東京弁護士会所属。本名は小竹 克明（こたけ かつあき）。

## 経歴
京都府京都市出身。京都府立山城高等学校、香川大学法学部卒業。立命館大学大学院法務研究科（法科大学院）修了。司法試験には1回目の受験で最終合格し、司法修習（新65期、実務修習地・愛媛県）を経て2012年東京弁護士会に登録。都内の法律事務所に勤務し、社会人コースのあるワタナベコメディスクールに24期生として入学、2017年に同期の木田雄貴とお笑いコンビ「ほどよし」を結成する。
同期にはGパンパンダ、Den（リンダカラー∞）、たいこー（リンダカラー∞）、信子（ぱーてぃーちゃん） 、金子きょんちぃ（ぱーてぃーちゃん）など。主に漫才を演じボケを担当した。現役弁護士芸人というプロフィールで、デビュー直後より『ウチのガヤがすみません!』などのテレビ番組に出演するが、2019年にコンビも解散となった。以降はピン芸人として活動している。
コンビ結成当時は本名の「小竹克明」で活動。コンビ解散直前に芸名を「小竹正義感」に改名した後、現在の「こたけ正義感」表記に改めた。
M-1グランプリ2021ではワタリ119とのユニット「ワタリ正義感」として出場し、3回戦に進出した。2024年にはTKOの木下隆行とのユニット「はじまりの歌」、サツマカワRPGとのユニット「頭虚偽罪」として出場し、「はじまりの歌」では3回戦、「頭虚偽罪」では準々決勝に進出した。
R-1グランプリ2022では準々決勝に進出。ワタナベお笑いNo.1決定戦2022では、法律を題材としたフリップ芸で最終決戦に進出し準優勝。最終結果発表の際に審査員の加地倫三、小松純也に称賛され、優勝を逃したにもかかわらず嬉しさのあまり号泣してしまうというシーンもあった。
R-1グランプリ2023では敗者復活戦をアピールするための宣伝カーを自費で作成し、東京都内を走らせて話題を呼んだ。その努力が功を奏し、復活ステージではインターネット投票第一位に選ばれファイナリスト入りした。
2022年3月からYouTubeチャンネル「こたけ正義感のギルティーチャンネル」でも活動。2022年9月から自主的に開始したWebラジオ番組「ギルティーラジオ」では、のちに番組オープニング曲とエンディング曲に、こたけのラジオリスナーでもある作曲家・若林タカツグによるものが採用されている。（「ギルティーラジオ」は2024年11月現在更新停止中）
2023年6月からは法廷バトルアドベンチャーゲーム『逆転裁判』シリーズのゲーム実況動画の公開を開始。現実世界の法律や裁判制度などと照らし合わせた解説や、ゲーム本編では描かれることが無い真犯人に対する本裁判を想定した情状酌量弁護プランを考察するなど、現役弁護士ならではの専門知識を用いつつ、一方で芸人らしく真面目一辺倒ではない実況スタイルで、動画公開後はお笑いファンやゲームファンのみならず、各界の著名人からも大きな反響を得る。これがキッカケとなり、2024年1月にはカプコン公式YouTube配信「カプコンTV!!」に狩野英孝と共にゲスト出演。同年1月24日に発売された最新作である『逆転裁判456 王泥喜セレクション』を試遊した後、YouTubeチャンネルでもカプコンとの企業案件で『逆転裁判456 王泥喜セレクション』の実況動画を公開した。
他にはお笑い賞レース終了後に、その参加者のネタに好意的な感想を述べつつ、ネタ内に犯罪や不法行為が含まれていると難癖をつけて失格と斬る「○○のネタ全組リーガルチェックしてみた」動画を公開することが定番化している。
また弁護士・小竹克明としては、2019年に独立して法律事務所を設立。2024年9月26日の袴田事件再審無罪判決で、日本弁護士連合会の広報業務として判決当日の密着取材を行った。
2024年12月26日、同年12月6日に開催した60分漫談ライブ「弁論」（会場：セシオン杉並ホール）の模様を、「こたけ正義感のギルティーチャンネル」で期間限定で公開。多くのお笑い芸人やテレビスタッフの他、レンタルなんもしない人、ものまねタレントのよよよちゃん、QuizKnockの須貝駿貴など芸人以外の著名人からもSNS上で絶賛された。

## 人物
- 既婚者。妻は同期の弁護士で、グーグル米国本社の専属弁護士として勤務している[15]。
- 兄の小竹佑典は吉本興業所属の俳優である。
- かつて事務所から文化人枠への所属変更を打診されたことがあるが、お笑いへの情熱が強かったため断っている。芸名「こたけ正義感」も文化系の仕事が来ない様に、芸人らしい名前を付けた[16]。

## 芸風
フリップ芸で、「弁護士ですら理解の及ばない法律」と称して、変わった法律を紹介している。
また、法律や弁護士業を絡めたスタンダップコメディ風の漫談も披露している。

## 出囃子
- 菅野よう子 x 石毛輝 「Guilty」
- 東京事変「修羅場」[注 3]

## 賞レース成績

### R-1グランプリ
| 年度   | エントリーナンバー | 結果                   |
| ------ | ------------------ | ---------------------- |
| 2022年 | —                  | 準々決勝進出           |
| 2023年 | 2760               | 決勝4位（敗者復活1位） |
| 2024年 | 2429               | 準決勝進出             |
| 2025年 | 4810               | 準決勝進出             |

### M-1グランプリ
| 年度   | エントリーナンバー   | 結果         |
| ------ | -------------------- | ------------ |
| 2021年 | 1557（ワタリ正義感） | 2回戦進出    |
| 2022年 | 1810（ワタリ正義感） | 3回戦進出    |
| 2024年 | 4191（頭虚偽罪）     | 準々決勝進出 |
| 2024年 | 9604（はじまりの歌） | 3回戦進出    |

### ABCお笑いグランプリ
| 年度   | 結果       |
| ------ | ---------- |
| 2022年 | 準優勝     |
| 2023年 | 決勝進出   |
| 2024年 | 準決勝進出 |

### ワタナベお笑いNo.1決定戦
| 年度   | 結果       |
| ------ | ---------- |
| 2022年 | 準優勝     |
| 2023年 | 決勝進出   |
| 2024年 | 準決勝進出 |
| 2025年 | 準決勝進出 |

## 出演

### テレビ

#### 2022年
- 負けるな!熱血ハナコのお笑い部（5月18日 - 2023年3月22日、テレ玉）
- ゴッドタン（6月26日、テレビ東京）
- 賞金奪い合いネタバトル ソウドリ〜SOUDORI〜（6月27日・7月4日、TBS）
- ネタパレ（7月8日、8月5日、フジテレビ）
- ザ・ベストワン（7月15日、TBS)
- 千鳥のクセがスゴいネタGP（8月11日・11月15日、フジテレビ）
- ぴったりにちようチャップリン（9月10日、テレビ東京）
- 陣内バカリのピン芸人アップデート大作戦（10月10日、関西テレビ）
- クイズプレゼンバラエティーQさま!!（10月24日、テレビ朝日）
- 踊る!さんま御殿!!（11月15日、日本テレビ）
- おかのさんといっしょ（12月1日、AmazonPrimeVideo「V☆パラTVプラス」）

#### 2023年
- NEOべしゃり博（1月5日、フジテレビ）
- 千鳥のクセがスゴいネタGP（3月16日・10月16日・10月22日、フジテレビ）
- おかべろ（4月10日、フジテレビ）
- 千原ジュニアの座王（5月19日・7月7日・８月4日・9月8日・12月8日、関西テレビ）
- クイズ!あなたは小学5年生より賢いの?（6月16日、日本テレビ） - 300万円獲得[18]
- さんまのお笑い向上委員会（6月17日・6月24日、フジテレビ）
- ラヴィット（7月28日、TBS）
- これ余談なんですけど・・・（8月31日、ABCテレビ）[19]
- お笑いインスパイアドラマ ラフな生活のススメ（2023年9月12日、NHK）
- ゲームズ・ボンド（9月24日・10月9日、CSテレ朝1）
- とまどい社会人のビズワード講座（11月2日、NHK）
- ランジャタイのがんばれ地上波！（11月29日・12月6日、テレビ朝日）
- なりゆき街道旅（12月24日、フジテレビ）

#### 2024年
- フットンダ王決定戦2024（1月1日、中京テレビ、日本テレビ）[20]
- 芸人シンパイニュース！2023（1月3日、テレビ朝日）
- おかのさんといっしょ（1月6日、名古屋テレビ）
- ネタパレ（1月19日、フジテレビ）
- 千鳥のクセがスゴいネタGP（2月18日、2024年4月14日、フジテレビ）
- ぴったりにちようチャップリン（3月2日、テレビ東京）
- 呼び出し先生タナカ（3月4日、フジテレビ）
- ぽかぽか（3月12日、フジテレビ）
- ぎりぎりをせめるので続くだけやります法律お笑い（10月7日-、フジテレビ、※不定期出演）
- やりすぎ都市伝説2024秋（10月20日、テレビ東京）
- 上田ちゃんネル（11月14日、テレビ朝日）

#### 2025年
- BOOKSTAND TV（3月4日、BS12）
- 陣内バカリズムのNEXTピンネタSP（3月7日、関テレ）
- あちこちオードリー（3月12日、テレビ東京）
- ジャッジ12（3月22日、フジテレビ）
- 実況解説つけてみた（3月22日、BS-TBS）
- 見取り図じゃん(5月18日・7月13日・7月20日、テレビ朝日)
- バラバラマンスリー「こたけ法律事務所」（6月2日 - 23日、テレビ朝日） - MC
- アカデミーナイトG（7月8日・7月15日・7月31日、TBS）
- アメトーーク！（7月10日、テレビ朝日）
- 脱教養番組（8月1日、日本テレビ）
- 大吾の芸人領収書（8月4日・8月11日、日本テレビ）

### ラジオ

#### レギュラー
- こたけ正義感の聞けば無罪（ABCラジオ、2025年4月6日 - ）[21]

#### 単発・ゲスト出演

##### 2022年
- マイナビ Laughter Night（5月21日・12月10日、TBSラジオ）[22][23]
- 石井亮次と福島暢啓のフダンギダンギ。（11月28日、MBSラジオ）[24]
- オーイシマサヨシのMBSヤングタウン（12月27日、MBSラジオ）

##### 2023年
- おとなりさん（2月20日、文化放送）
- かが屋の鶴の間（6月30日、RCCラジオ）
- 読むらじる（9月29日、NHK）[25]
- TALK ABOUT（11月4日・11月11日、TBSラジオ）

##### 2024年
- オールナイトニッポン0 ～決戦！お笑い有楽城～（3月9日、ニッポン放送）
- ナイツ ザ・ラジオショー（4月1日、ニッポン放送）
- ダウ90000蓮見翔AuDee CONNECT（6月12日、JFN）
- それいけ！ポッドキャスト こたけ正義感の聞けば無罪（12月13日・12月20日、ABCラジオ）

##### 2025年
- SCHOOL OF LOCK! 応援部 1月特別コーチ（1月3日-1月31日、TOKYO FM）
- パンサー向井の ＃ふらっと（1月27日、TBSラジオ）
- 長野智子のテレビなラジオ（3月4日、AuDee）
- ACROSS THE SKY（3月23日、J-WAVE）
- 世界はまんがで出来ている（3月29日、TOKYO FM）
- こねくと（4月2日、TBSラジオ）

### Podcast

#### レギュラー
- こたけ正義感の聞けば無罪（2024年7月3日-2025年3月26日、ABCラジオ Podcast、毎週水曜日更新）

##### ゲスト
- ミキのKYOTOcast !!切り拓け！京都挑戦組!!～ supported by 京セラ（2024年11月20日・11月27日、ニッポン放送PODCAST）

### ライブ・舞台
- 「こたけ正義感単独ライブ 赤ちゃんは無罪」新宿バティオス（2021年10月23日）
- 「こたけ正義感はまな板の上の鯉」阿佐ヶ谷アートスペースプロット（2022年10月1日）
- 「ロビンソンズのふわふわもふもふvol.2」新宿バッシュ!!（2023年2月28日、ロビンソンズ単独ライブ・ゲスト）[26][27][28]
- 「実行の着手」しもきたドーン（2023年9月30日・12月4日、新ネタライブ）
- 「こたけ正義感の脱獄計画」丸ビルホール（2024年1月20日）
- 「弁論」 　しもきたドーン（2024年4月10日） 　スクエア荏原ひらつかホール（2024年7月29日） 　扇町ミュージアムキューブ CUBE01（2024年8月8日） 　セシオン杉並 ホール（2024年12月6日）

- 「こたけぴんくの漫漫漫」こたけ、街裏ぴんく、他ゲストによる漫談ライブ 　西新宿ナルゲキ（2024年5月12日）、角筈区民ホール（2024年10月3日）
- 「街裏こたけの『東京漫談倶楽部』」 　角筈区民ホール（2025年2月18日）、ユーロライブ（2025年8月20日）
- 「こども弁論」西荻地域区民センター・勤労福祉会館ホール（2025年5月5日）
- 「こたけ正義感新ネタライブ『弁論準備手続』」新宿シアターマーキュリー（2025年06月19日）
- 漫才協会寄席出番 浅草東洋館（不定期出演・月1回程度）

### 新聞・書籍
- 愛する家族と別居してでも...弁護士芸人・こたけ正義感が「お笑いを続ける理由」[29]－THE21（ザニジュウイチ）7月号（2023年6月6日、PHP研究所）
- ウケるなら大声も出すし、叫びながら転がったっていい－THE21（ザニジュウイチ）10月号（2023年9月6日、PHP研究所）
- anan[30]（2023年10月11日、マガジンハウス）
- 失敗も人生の「フリ」　弁護士芸人・こたけ正義感が受験で得た心持ち（2023年12月28日、朝日新聞デジタル）
- OWARAI NYLON 02（2024年06月24日、カエルム）
- KAMINOGE vol.159（2025年3月5日、パワー社）